# Iglesia de San Lorenzo (Das)
La iglesia de San Lorenzo es un templo católico del municipio de Das en la comarca de la Cerdaña (provincia de Gerona, Cataluña, España) . Es una obra incluida en el Inventario del Patrimonio Arquitectónico de Cataluña. Esta iglesia sustituyó a la antigua capilla románica que se situaba a pocos metros en la plaza mayor del municipio pero que desapareció debido a un incendio.

## Descripción
Es una construcción con planta de cruz y capillas laterales con muros de piedra y cubierta de losa a dos aguas. La portada presenta líneas góticas así como las aberturas. En las aberturas se pueden ver molduras formando guardapolvo.
La torre campanario está situada en el eje de la fachada principal orientada a poniente, de planta cuadrangular, consta de tres cuerpos y está coronada por una cubierta piramidal con elementos ornamentales al alero.

## Historia
La iglesia parroquial dedicada a San Lorenzo fue reedificada a finales de siglo XIX en un buen momento cultural de la villa gracias a la presencia en épocas de veraneo de personajes del mundo de la cultura como Rossend Arús i Arderiu, periodista y dramaturgo.
La parroquia de San Lorenzo es citada ya en el acta de consagración de la Seo de Urgel en el 839. Posteriormente el lugar perteneció al Monasterio de San Martín de Canigó.